# شیرا (فریدونکنار)
شیرا یک روستا در ایران است که در شهرستان فریدونکنار استان مازندران واقع شده‌است. شیرا ۴۳۶ نفر جمعیت دارد.

## جمعیت
این روستا در بخش دهفری قرار دارد و براساس سرشماری مرکز آمار ایران در سال ۱۳۸۵، جمعیت آن ۴۳۶ نفر (۱۱۲ خانوار) بوده‌است.